# Плави мајмун
Плави мајмун или плави заморац (лат. Cercopithecus ascanius) је врста примата (Primates) из породице мајмуна Старог света (Cercopithecidae).

## Распрострањење
Ареал плавог заморца обухвата већи број држава.
Врста има станиште у Мозамбику, Судану, Малију, Етиопији, Сомалији, Замбији, Зимбабвеу, Јужноафричкој Републици, Анголи, Кенији, Танзанији, Бурундију, Малавију, Руанди, Уганди и Свазиленду.

## Станиште
Станишта врсте су шуме, бамбусове шуме, мочварна подручја и речни екосистеми. Врста је по висини распрострањена до 3.800 метара надморске висине.

## Подврсте
Плави мајмун има 17 признатих подврста:
- Cercopithecus mitis ssp. albogularis
- Cercopithecus mitis ssp. albotorquatus
- Cercopithecus mitis ssp. boutourlinii
- Cercopithecus mitis ssp. doggetti
- Cercopithecus mitis ssp. erythrarchus
- Cercopithecus mitis ssp. francescae
- Cercopithecus mitis ssp. heymansi
- Cercopithecus mitis ssp. kandti
- Cercopithecus mitis ssp. kolbi
- Cercopithecus mitis ssp. labiatus
- Cercopithecus mitis ssp. mitis
- Cercopithecus mitis ssp. moloneyi
- Cercopithecus mitis ssp. monoides
- Cercopithecus mitis ssp. opisthostictus
- Cercopithecus mitis ssp. schoutedeni
- Cercopithecus mitis ssp. stuhlmanni
- Cercopithecus mitis ssp. zammaronoi

## Угроженост
Ова врста је наведена као последња брига, јер има широко распрострањење и честа је врста.